# Frank Bayard
P. Frank Bayard OT (* 11. října 1971, Püttlingen, Sársko) je německý duchovní a řeholník, který byl v roce 2018 zvolen generálním opatem a velmistrem Řádu německých rytířů.